# Leichtathletik-Europameisterschaften 1986/200 m der Männer

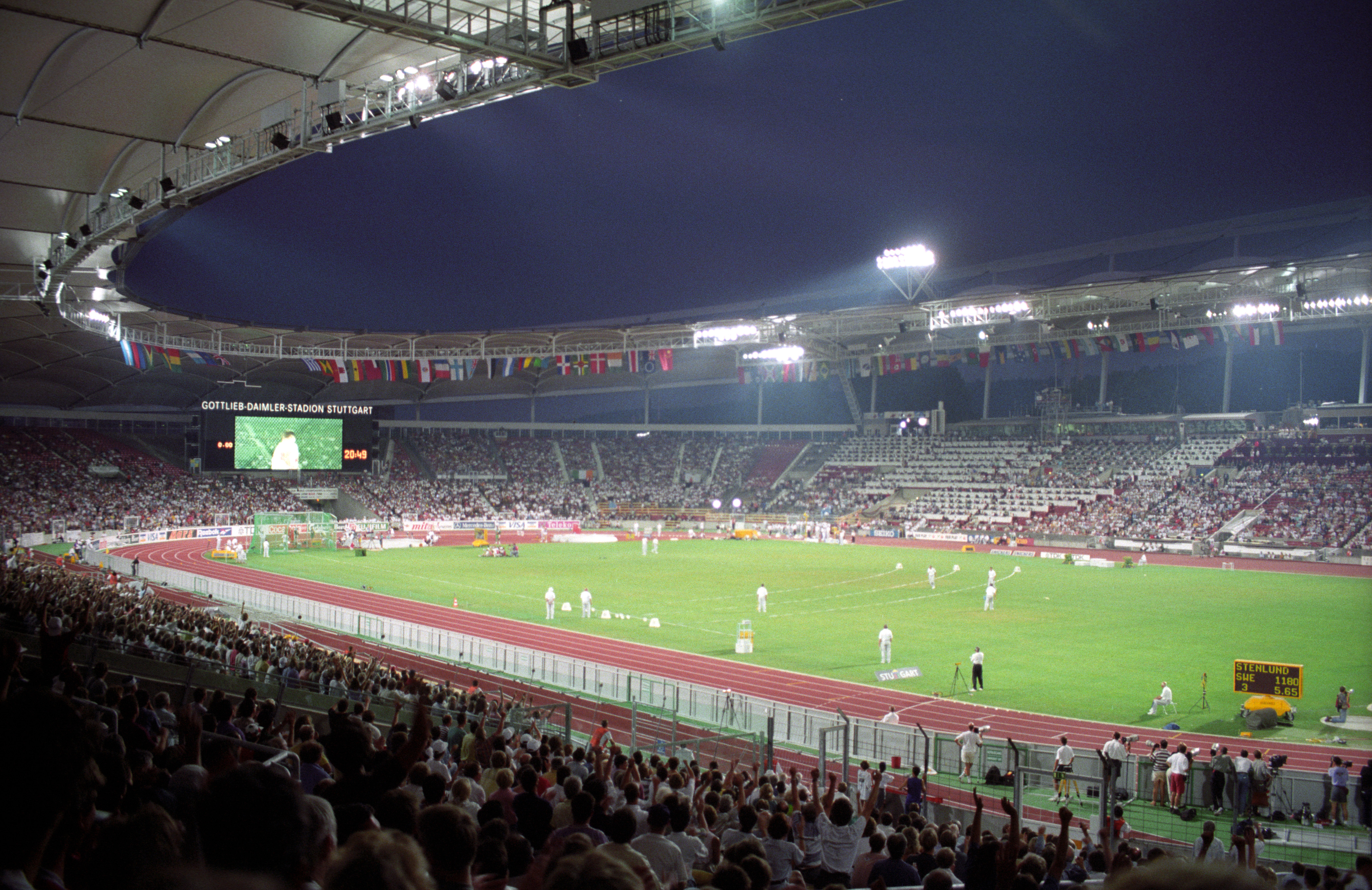
Das Stuttgarter Neckarstadion (heute MHPArena) bei den Leichtathletik-Weltmeisterschaften 1993

Der 200-Meter-Lauf der Männer bei den Leichtathletik-Europameisterschaften 1986 wurde am 28. und 29. August 1986 im Stuttgarter Neckarstadion ausgetragen.
In diesem Wettbewerb errangen die Sprinter der UdSSR mit Gold und Bronze zwei Medaillen. Europameister wurde Wladimir Krylow. Er gewann vor Jürgen Evers aus der Bundesrepublik Deutschland. Bronze ging an Andrei Fedoriw.

## Bestehende Rekorde
| Weltrekord           | 19,72 s | Pietro Mennea | Mexiko-Stadt, Mexiko      | 12. September 1979 |
| Europarekord         | 19,72 s | Pietro Mennea | Mexiko-Stadt, Mexiko      | 12. September 1979 |
| Meisterschaftsrekord | 20,16 s | Pietro Mennea | EM Prag, Tschechoslowakei | 1. September 1978  |

Der bestehende EM-Rekord wurde bei diesen Europameisterschaften nicht erreicht. Die schnellste Zeit erzielte der sowjetische Europameister Wladimir Krylow im Finale bei Windstille mit 20,52 s, womit er 36 Hundertstelsekunden über dem Rekord blieb. Zum Welt- und Europarekord fehlten ihm acht Zehntelsekunden.

## Vorrunde
28. August 1986, 10:30 Uhr
Die Vorrunde wurde in vier Läufen durchgeführt. Die ersten vier Athleten pro Lauf – hellblau unterlegt – sowie die darüber hinaus vier zeitschnellsten Läufer – hellgrün unterlegt – qualifizierten sich für das Halbfinale.

### Vorlauf 1
Wind: −0,9 m/s
| Platz | Name                 | Nation         | Zeit (s) |
| ----- | -------------------- | -------------- | -------- |
| 1     | Allan Wells          | Großbritannien | 20,88    |
| 2     | Andrei Fedoriw       | Sowjetunion    | 20,90    |
| 3     | Pierfrancesco Pavoni | Italien        | 20,99    |
| 4     | Thomas Schröder      | DDR            | 21,03    |
| 5     | Jeroen Fischer       | Belgien        | 21,58    |
| 6     | Lars Pedersen        | Dänemark       | 21,75    |
| 7     | Phil Snoddy          | Irland         | 21,83    |
| 8     | Markus Büchel        | Liechtenstein  | 22,23    |

### Vorlauf 2
Wind: −1,7 m/s
| Platz | Name               | Nation      | Zeit (s) |
| ----- | ------------------ | ----------- | -------- |
| 1     | Alexandr Jewgenjew | Sowjetunion | 20,72    |
| 2     | Stefano Tilli      | Italien     | 20,79    |
| 3     | Frank Emmelmann    | DDR         | 21,15    |
| 4     | Peter Eriksson     | Schweden    | 21,39    |
| 5     | Arnaldo Abrantes   | Portugal    | 21,50    |

### Vorlauf 3
Wind: −0,3 m/s
| Platz | Name                | Nation         | Zeit (s) |
| ----- | ------------------- | -------------- | -------- |
| 1     | Linford Christie    | Großbritannien | 20,78    |
| 2     | Olaf Prenzler       | DDR            | 20,91    |
| 3     | Volker Westhagemann | BR Deutschland | 20,91    |
| 4     | Bruno Marie-Rose    | Frankreich     | 20,97    |
| 5     | Einar Sagli         | Norwegen       | 21,34    |
| 6     | Pedro Agostinho     | Portugal       | 21,48    |

### Vorlauf 4
Wind: −0,5 m/s
| Platz | Name            | Nation         | Zeit (s) |
| ----- | --------------- | -------------- | -------- |
| 1     | Jürgen Evers    | BR Deutschland | 20,64    |
| 2     | Wladimir Krylow | Sowjetunion    | 20,69    |
| 3     | Pascal Barré    | Frankreich     | 20,80    |
| 4     | Luis Cunha      | Portugal       | 21,19    |
| 5     | Morten Kjems    | Dänemark       | 21,84    |
| DNF   | Todd Bennett    | Großbritannien |          |

## Halbfinale
28. August 1986, 19:50 Uhr
In den beiden Halbfinalläufen qualifizierten sich die jeweils ersten vier Athleten – hellblau unterlegt – für das Finale.

### Lauf 1
Wind: ±0,0 m/s
| Platz | Name                | Nation         | Zeit (s) |
| ----- | ------------------- | -------------- | -------- |
| 1     | Wladimir Krylow     | Sowjetunion    | 20,61    |
| 2     | Alexandr Jewgenjew  | Sowjetunion    | 20,66    |
| 3     | Allan Wells         | Großbritannien | 20,77    |
| 4     | Frank Emmelmann     | DDR            | 20,82    |
| 5     | Pascal Barré        | Frankreich     | 20,88    |
| 6     | Bruno Marie-Rose    | Frankreich     | 20,97    |
| 7     | Volker Westhagemann | BR Deutschland | 21,04    |
| 8     | Luis Cunha          | Portugal       | 21,31    |

### Lauf 2

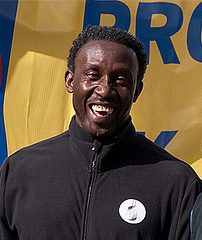
100-Meter-Europameister Linford Christie schied auf Platz fünf seines Halbfinalrennens aus

Wind: ±0,0 m/s
| Platz | Name                 | Nation         | Zeit (s) |
| ----- | -------------------- | -------------- | -------- |
| 1     | Thomas Schröder      | DDR            | 20,54    |
| 2     | Jürgen Evers         | BR Deutschland | 20,58    |
| 3     | Andrei Fedoriw       | Sowjetunion    | 20,60    |
| 4     | Olaf Prenzler        | DDR            | 20,68    |
| 5     | Linford Christie     | Großbritannien | 20,69    |
| 6     | Stefano Tilli        | Italien        | 20,74    |
| 7     | Pierfrancesco Pavoni | Italien        | 20,85    |
| 8     | Einar Sagli          | Norwegen       | 21,23    |

## Finale

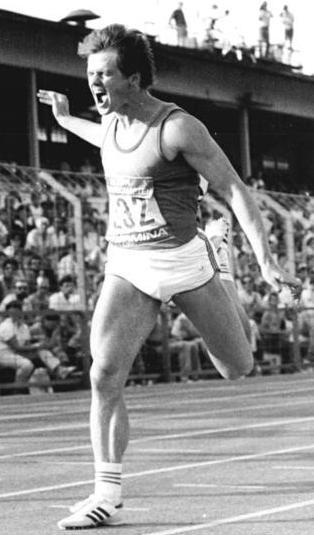
Wie schon über 100 Meter belegte Thomas Schröder Rang vier
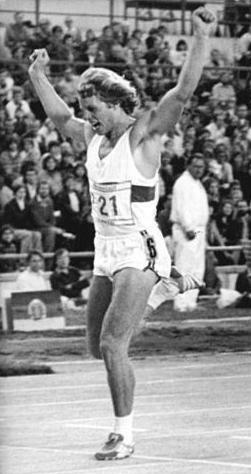
Titelverteidiger Olaf Prenzler musste diesmal mit Platz sieben zufrieden sein
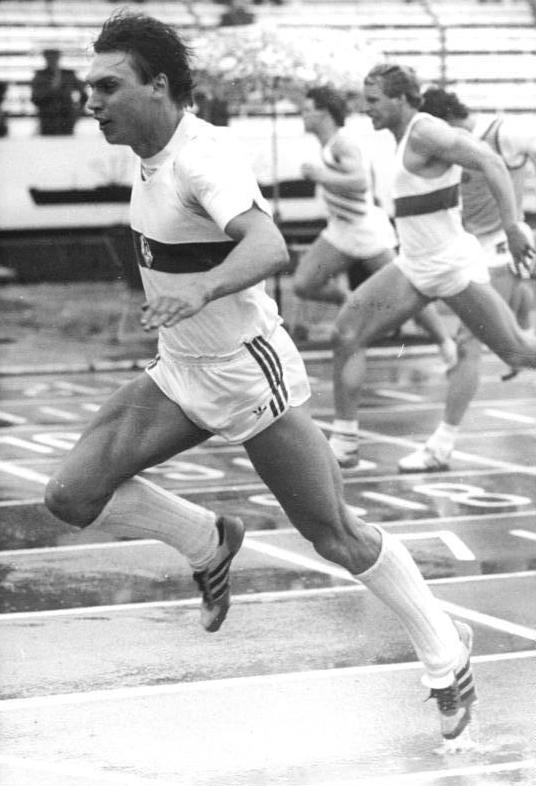
Frank Emmelmann hatte nicht mehr die Form der Europameisterschaften 1982 – damals Sieger über 100 Meter und Dritter über 200 Meter – und kam auf den achten Platz

29. August 1986, 19:30 Uhr
Wind: ±0,0 m/s
| Platz | Name               | Nation         | Zeit (s) |
| ----- | ------------------ | -------------- | -------- |
| 1     | Wladimir Krylow    | Sowjetunion    | 20,52    |
| 2     | Jürgen Evers       | BR Deutschland | 20,75    |
| 3     | Andrei Fedoriw     | Sowjetunion    | 20,84    |
| 4     | Thomas Schröder    | DDR            | 20,89    |
| 5     | Allan Wells        | Großbritannien | 20,89    |
| 6     | Alexandr Jewgenjew | Sowjetunion    | 20,91    |
| 7     | Olaf Prenzler      | DDR            | 21,00    |
| 8     | Frank Emmelmann    | DDR            | 21,03    |

## Video
- 1986 European Championships 200m, veröffentlicht am 26. Februar 2009 auf youtube.com (englisch), abgerufen am 31. August 2019